# Pseudobunaea schostedti
Pseudobunaea schostedti är en fjärilsart som beskrevs av Rothschild 1895. Pseudobunaea schostedti ingår i släktet Pseudobunaea och familjen påfågelsspinnare. Inga underarter finns listade i Catalogue of Life.